# إلرينو
إلرينو (بالإنجليزية: El Reno, Oklahoma) هي مدينة تقع بولاية أوكلاهوما في الولايات المتحدة. تبلغ مساحة هذه المدينة 208.3 (كم²)، وترتفع عن سطح البحر 414 م، بلغ عدد سكانها 17510 نسمة في عام 2010 حسب إحصاء مكتب تعداد الولايات المتحدة.

## أعلام
- تشارلز دبليو. بلاكويل
- جيم كامب
- هيو ويلينغهام
- سام ريفرز

## وصلات خارجية
- http://www.cityofelreno.com/
- The US50 - Cities and Towns in Oklahoma State